# De Hoop (Maasdam)
De Hoop in Maasdam is een korenmolen die in 1822 is gebouwd en waarschijnlijk omstreeks 1870 tot stellingmolen is verhoogd. Van oorsprong was de molen een grondzeiler. Tot ca. 1950 was de molen in bedrijf; daarna werd deze uitsluitend nog als opslagplaats gebruikt tot in 1966 de gemeente Maasdam De Hoop voor 1 gulden kocht. In 1969 volgde een uitwendige restauratie en na 1983 is de molen weer maalvaardig gemaakt. In maart 2010 is de molen echter stilgezet vanwege het scheefzakken van de molen, een verrotte windpeluw en de slechte toestand van stelling en gevlucht. In 2011 zijn de roeden kaal gemaakt en gestreken, kort hierna is ook de stelling verwijderd.
Van de drie koppels stenen die De Hoop ooit had zijn er nog twee aanwezig. Verder is er een windgedreven mengketel aanwezig. Onder in de molen bevindt zich een maalstoel die wordt aangedreven door een gerestaureerde petroleummotor. 
Door de slechte onderhoudstoestand van de molen werd deze in maart 2010 stilgezet. In november 2011 werden de roeden gestreken en werd de stelling verwijderd. Lange tijd heeft de molen er in deze conditie bijgestaan, totdat in 2015 een begin werd gemaakt met de restauratie. In april 2016 werden de kap en roeden weer teruggeplaatst en een maand later werd de molen opgeleverd. In juni volgde de feestelijke heropening.

## Foto's

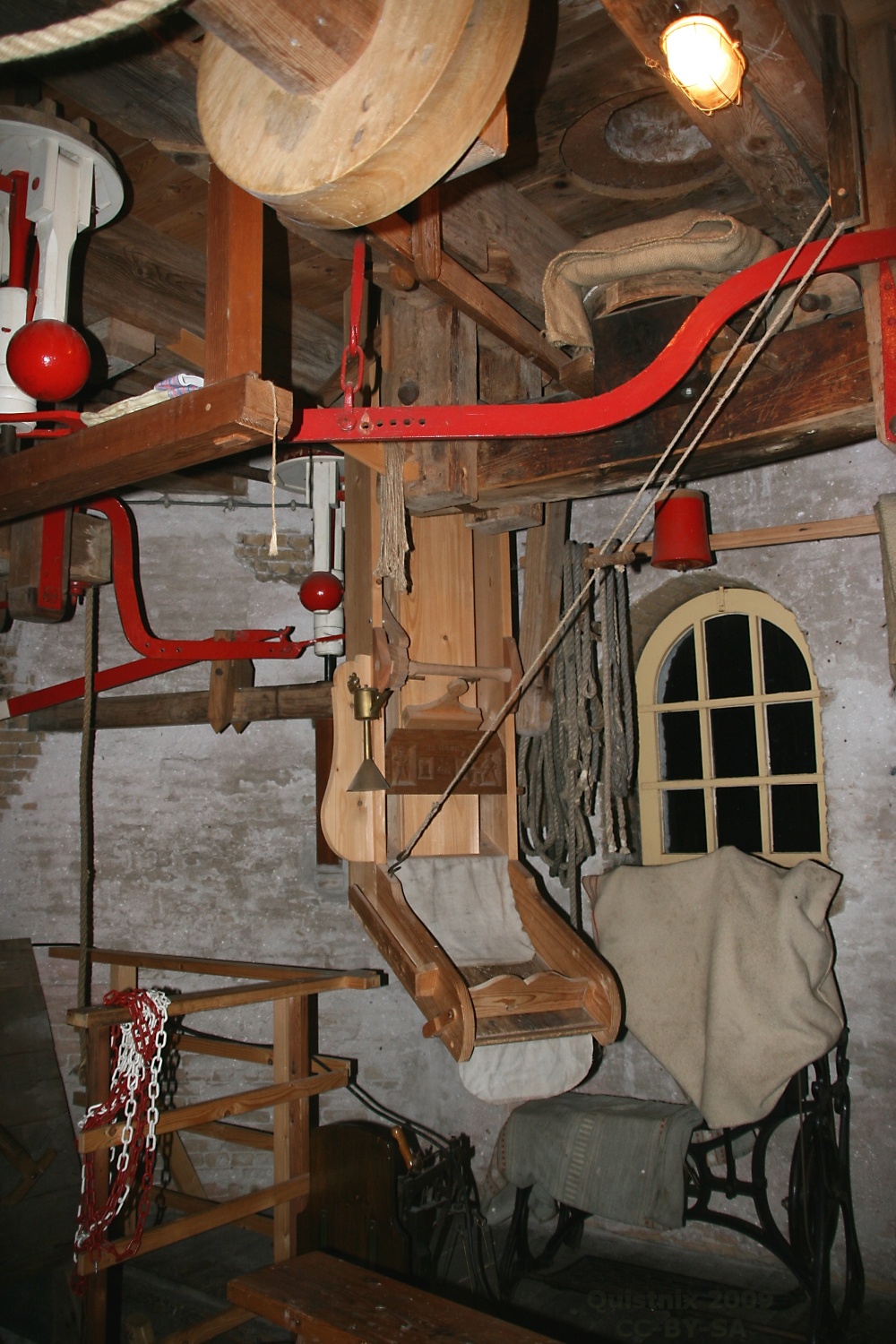
Een van de twee meelpijpen